# Peter Bergwerff
Peter Bergwerff (Loosduinen, 12 december 1950) is een Nederlandse journalist. Hij was twintig jaar lang, van 1993 tot 2013, hoofdredacteur van het Nederlands Dagblad (ND).

## Levensloop
Bergwerff groeide op in een gereformeerd-vrijgemaakt gezin. Eind jaren zestig solliciteerde Bergwerff al op de functie van redactiesecretaris bij het Nederlands Dagblad. Hij werd niet aangenomen, maar begon al wel vrij snel als correspondent in Rotterdam. Na de middelbare school kwam hij te werken op het directiesecretariaat van een octrooibureau in Den Haag. Eind 1972 bood toenmalig hoofdredacteur Piet Jongeling hem een baan aan en Bergwerff begon in 1973 bij het Nederlands Dagblad. Hij was achtereenvolgens redacteur ‘geestelijk leven’, onderwijs en media. Hij stond in 1988 aan de basis van Internieuws (INS), een persbureau dat niet-religieuze media wilde voorzien van nieuws en achtergronden over kerkelijke onderwerpen. In 1993 werd het persbureau opgedoekt en volgde Bergwerff Jurn de Vries op als hoofdredacteur bij het Nederlands Dagblad. Hij werd op 16 maart 2013 opgevolgd door hoofdredacteur Sjirk Kuijper en uitgever Rinder Sekeris.
Onder leiding van Bergwerff groeide de oplage van de krant van 30.000 halverwege de jaren negentig naar ruim 32.000 in 2006. Daarna begon de oplage van de krant langzaam te dalen naar circa 25.500 op het moment van zijn vertrek als hoofdredacteur. In zijn commentaren nam de hoofdredacteur afstand van het gereformeerd-vrijgemaakte exclusiviteitsdenken, maar hij waarschuwde ook regelmatig tegen het “evangelisch radicalisme”.
Samen met zijn vrouw Marianne Kramer heeft Bergwerff vier kinderen.
- International Standard Name Identifier: 0000 0000 2322 899X
- Library of Congress Control Number: n81030719
- Nederlandse Thesaurus van Auteursnamen: 068714866
- Virtual International Authority File: 50542419
- WorldCat: E39PBJrgMVb8yMhg6GtXKtDcyd